# Les Attaques
Les Attaques is een gemeente in het Franse departement Pas-de-Calais (regio Hauts-de-France). De gemeente maakt deel uit van het arrondissement Calais. Les Attaques telde op 1 januari 2022 2.065 inwoners.

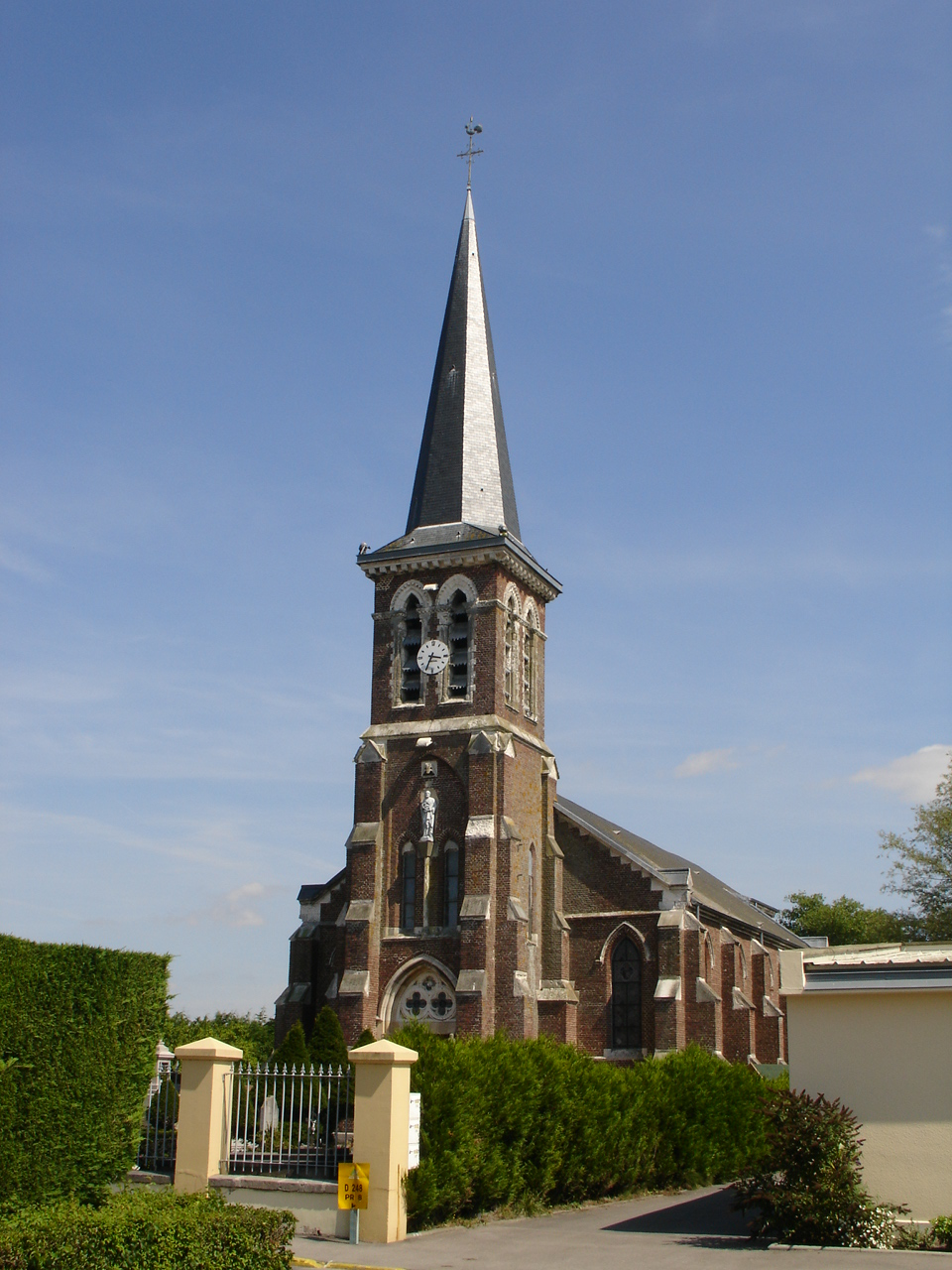
Église Saint-Pierre-ès-Liens

## Geschiedenis
In 1090 stichtte Ida van Verdun hier de abdij van La Capelle; de huidige site heet Cappes. De abdij werd in 1346 door de Engelsen vernield.
De plaats behoorde vroeger bij Marck en werd ook "Bas Marck" genoemd. Omwille van de afstand tot het dorpscentrum besliste men in de 18de eeuw hier een kapel op te richten.
Op het eind van het ancien régime werd bij de oprichting van de gemeenten het gehucht gewoon bij de gemeente Marck ondergebracht. In 1835 werd Les Attaques uiteindelijk als zelfstandige gemeente afgesplitst van Marck.
Van 1866 tot 1868 werd de Église Saint-Pierre-ès-Liens opgetrokken.

## Geografie
De oppervlakte van Les Attaques bedroeg op 1 januari 2022 20,81 vierkante kilometer; de bevolkingsdichtheid was toen 99,2 inwoners per km². Door de gemeente loopt het Canal de Calais. In het oosten van de gemeente ligt het gehucht Pont d'Ardres, op de grens met Ardres, langs het Canal de Calais. 

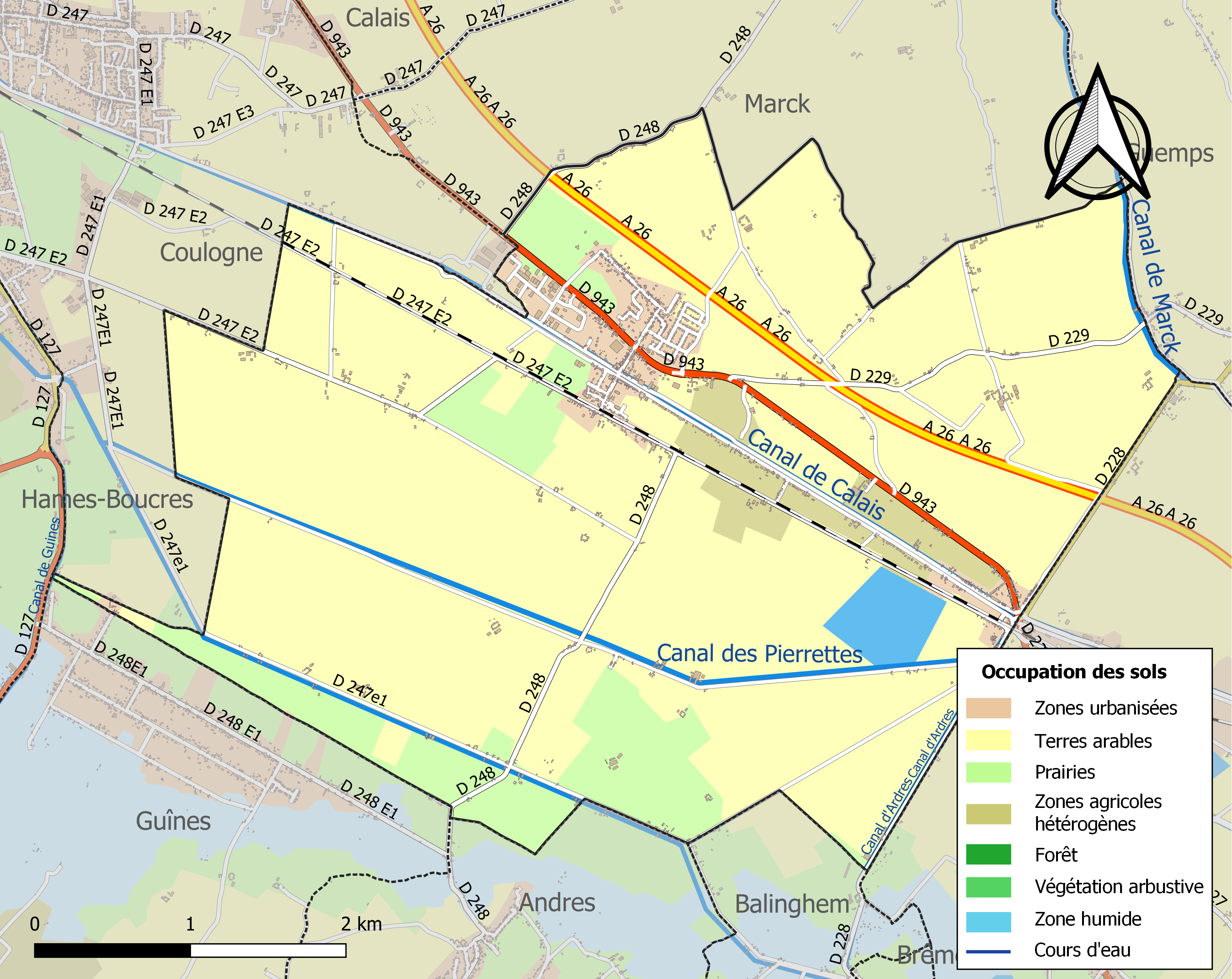
Kaart van de gemeente met belangrijkste infrastructuur, bodemgebruik en omliggende gemeenten

## Bezienswaardigheden
- De Église Saint-Pierre-ès-Liens
- Op de gemeentelijke begraafplaats van Les Attaques bevinden zich een tiental Britse oorlogsgraven uit de Tweede Wereldoorlog.

## Demografie
Onderstaande figuur toont het verloop van het inwonertal (bron: INSEE-tellingen).

## Verkeer en vervoer
Door het noorden van de gemeente loopt de autosnelweg A26/E15.